# Olivier Eggimann
Olivier Eggimann (* 28. Januar 1919 in Renens, Lausanne; † 16. April 2002 ebenda) war ein Schweizer Fussballspieler. Er war Schweizer Nationalspieler und nahm an den Fussballweltmeisterschaften 1950 und 1954 teil.

## Privates
Olivier Eggimann wuchs in Renens, einem Vorort von Lausanne, auf. Nach seiner Fussballkarriere war er Vizedirektor einer Zisternenfabrik.

## Vereine
Eggimann begann beim FC Renens das Fussballspielen, wo er auch eine Juniorensektion eröffnete. 1936 wechselte er zum FC Lausanne-Sports in die erste Schweizer Liga (damals: Nationalliga), ehe er sich 1939 dem BSC Young Boys anschloss. 1941 kam er wieder zurück zu Lausanne-Sports, ehe er 1948 zum Servette FC Genève wechselte. 1952 schloss er sich ES Malley in der zweiten Schweizer Fussballliga (NLB) an. Ein Jahr später wechselte er zum FC La Chaux-de-Fonds, wo er seine Karriere 1956 beendete. In insgesamt 388 Spielen in der ersten Schweizer Liga erzielte Eggimann 64 Tore.
Der gelernte Stürmer, welcher auf Grund seines enormen Laufpensums im Laufe der Jahre zum Mittelläufer reifte, wurde viermal Schweizer Meister und fünfmal Cupsieger.

## Nationalmannschaft
Eggimann debütierte am 20. April 1941 in Bern in der Nationalmannschaft, im Spiel gegen Deutschland. Es endete 2:1 für die Schweiz. Insgesamt bestritt er 44 Länderspiele und erzielte kein Tor. 1950 und 1954 war er Teilnehmer bei der Fussballweltmeisterschaft. Er war Teil der Mannschaft, welche 1954 bei der legendären Hitzeschlacht von Lausanne gegen Österreich (Endergebnis 7:5 für Österreich) auf dem Platz stand.

## Erfolge
- 4× Schweizer Meister: 1944 (mit Lausanne-Sports), 1950 (mit Servette Genf), 1954 und 1955 (mit FC La Chaux-de-Fonds)
- 5× Schweizer Pokalsieger: 1939 und 1944 (mit Lausanne-Sports), 1949 (mit Servette Genf), 1954 und 1955 (mit FC La Chaux-de-Fonds), (3 weitere Cupfinalteilnahmen: 1937, 1946, 1947)
- 1× Viertelfinalist bei einer Fussballweltmeisterschaft: 1954